# بانديج

## معلومات الفيلم
اسم الفيلم: Bandage
بالياباني: バンテイジ
تاريخ العرض: 16 يناير 2010
مدة الفيلم: 119 دقيقة
المخرج: تاكيشي كوباياشي
كاتب القصة: تشيكا كان
كاتب السيناريو: شونجي ايواي

## نبذة
في عام 1990، كانت طفرة الفرق الموسيقية في عالم صناعة الموسيقى اليابانية قد بلغت أوجها. العديد من الفرق ظهرت وترسمت، ثم اختفت فرقة تلو الأخرى.
«أساكو» و«ميهارو»، طالبتا ثانوية عاديتان في المدينة. اعطت «ميهارو» لصديقتها «أساكو» نسخة من CD لفرقة LANDS التي كانت لا تزال تشق طريقها نحو الشهرة. اُعجبت «أساكو» بأحد أعضاء الفرقة، «يوكيا» الذي يمتلك حسا موسيقيا عبقريا، وأصبحت من معجبي فرقة LANDS.
عندما حضرت الصديقتان حفلا موسيقيا للفرقة، تسللتا إلى خلف الكواليس وألتقتا «ناتسو» المغني
الرئيسي للفرقة، و«ريوجي» و«كينجي».
«ناتسو» الذي اُعجب بـ «أساكو»، اصطحبها إلى استديو بروفات LANDS، وهناك ترى «يوكيا» و«آرومي» يعملان بتركيز على الموسيقى. وبينما كانت «أساكو» سعيدة لرؤيتها بروفات الفرقة؛ طردها المدير «يوكاري».
ولأن «ناتسو» لا زال معجبا بها ويريد لهما أن يستمرا سويا، فقد أخذها إلى منزل «يوكاري» عندما مرض، ونتيجة لرعاية «أساكو» للمدير «يوكاري»، تتطور علاقتها مع LANDS وتصبح أعمق.
يصور الفيلم الجانب المشرق والمظلم من الحياة أثناء نمو الصداقة بين الأبطال، بالرغم من مرورهم بالعديد من العقبات مثل اختلاف وجهات النظر، المحن، صراع الرغبات، المدير والمنتج اللذان يعقدان آمالا كبيرة عليهم، وطلاب الثانوية الذين يلتقون بهم بالصدفة ويقعون معهم في علاقات حرجة.

## طاقم التمثيل
أكانيشي جين في دور «ناتسو تاكاسوغي»
كي كيتانو في دور «أساكو»
كينغو كورا في دور «يوكيا»
نوبواكي كانيكو في دور «ريوجي»
هيديوكي كيساهارا في دور «كينجي»

## لاندز على أرض الواقع
بانديج
تم ترسيم فرقة لاندز رسميا بشكل مؤقت من أجل الترويج للفيلم. وقد أصدرت الفرقة أغنيتها «بانديج» كأغنية الترسيم الخاصة بها في 25 نوفبمر 2009. وصورت لها فيديو موسيقي ارفقته في نسخة ديفيدي خاصة بالإضافة إلى فيلم التصوير والإنتاج خلف الكواليس. كما ربح أول الحاصلين على السي دي بطاقات لدخول سحب والفوز بتذاكر حضور حفل ترسيم الفرقة فيما بعد. وبالرغم من أن فرقة لاندز مجرد فرقة ترويجية مؤقتة إلا أن سي دي بانديج تصدر قائمة الأوريكون بحصيلة مبيعات فاقت 237 ألف نسخة.
أوليمبوس
هو اسم ألبوم لاندز لأغاني الفيلم، يحتوي على أغنية بانديج و7 أغاني أخرى. وسيصدر في 13 يونيو 2010. جميع هذه الأغاني ستؤديها الفرقة في حفل ترسيمها «لاندز لاست لايف»، الذي سيقام لمدة يوم واحد فقط في 19 يونيو. الفرقة التي سيتم ترسيمها لا تتكون من جميع أعضاء الفرقة الموجودين في الفيلم لأنهم في الأصل ممثلين وليسوا موسيقيين. فقط الأعضاء الذين يعملون في مجال الموسيقى أصلا، مثل أكانيشي جين من كاتون، ونوبواكي كانيكو من فرقة رايز [الإنجليزية]، بالإضافة إلى المخرج تاكيشي كوباياشي منتج فرقة مستر شيلدرن [الإنجليزية].

## أغاني الفيلم
| الأغنية         | كلمات                 | موسيقى وتوزيع   |
| --------------- | --------------------- | --------------- |
| بانديج          | كوباياشي تاكيشي       | كوباياشي تاكيشي |
| أوليمبوس        | ايواي شونجي وكوباياشي | كوباياشي تاكيشي |
| هاتاشي نو سينسو | ايواي شونجي وكوباياشي | كوباياشي تاكيشي |
| غينكي           | ايواي شونجي وكوباياشي | كوباياشي تاكيشي |
| يوكي            | جين، ايواي وكوباياشي  | كوباياشي تاكيشي |
| ثانك يو         | كوباياشي تاكيشي       | كوباياشي تاكيشي |

## موقع الفيلم الرسمي
- Bandage

## وصلات خارجية
- بانديج على موقع IMDb (الإنجليزية)
- بانديج على موقع Turner Classic Movies (الإنجليزية)
- بانديج على موقع فيلمافينيتي (الإسبانية)
- بانديج على موقع قاعدة بيانات الفيلم (الإنجليزية)
- بانديج على موقع ليتربوكسد (الإنجليزية)
- بانديج على موقع كينوبويسك (الروسية)

1. ↑  وصلة مرجع: http://www.imdb.com/title/tt0482459/. الوصول: 13 مايو 2016.